# G & C Wolf
G & C Wolf, né le 17 mars 2010 à Niawer (Pays-Bas), est un cheval de saut d'obstacles du stud-book KWPN, monté par les cavaliers espagnols Sergio Álvarez Moya et Ismaël Garcia Roque.

## Histoire

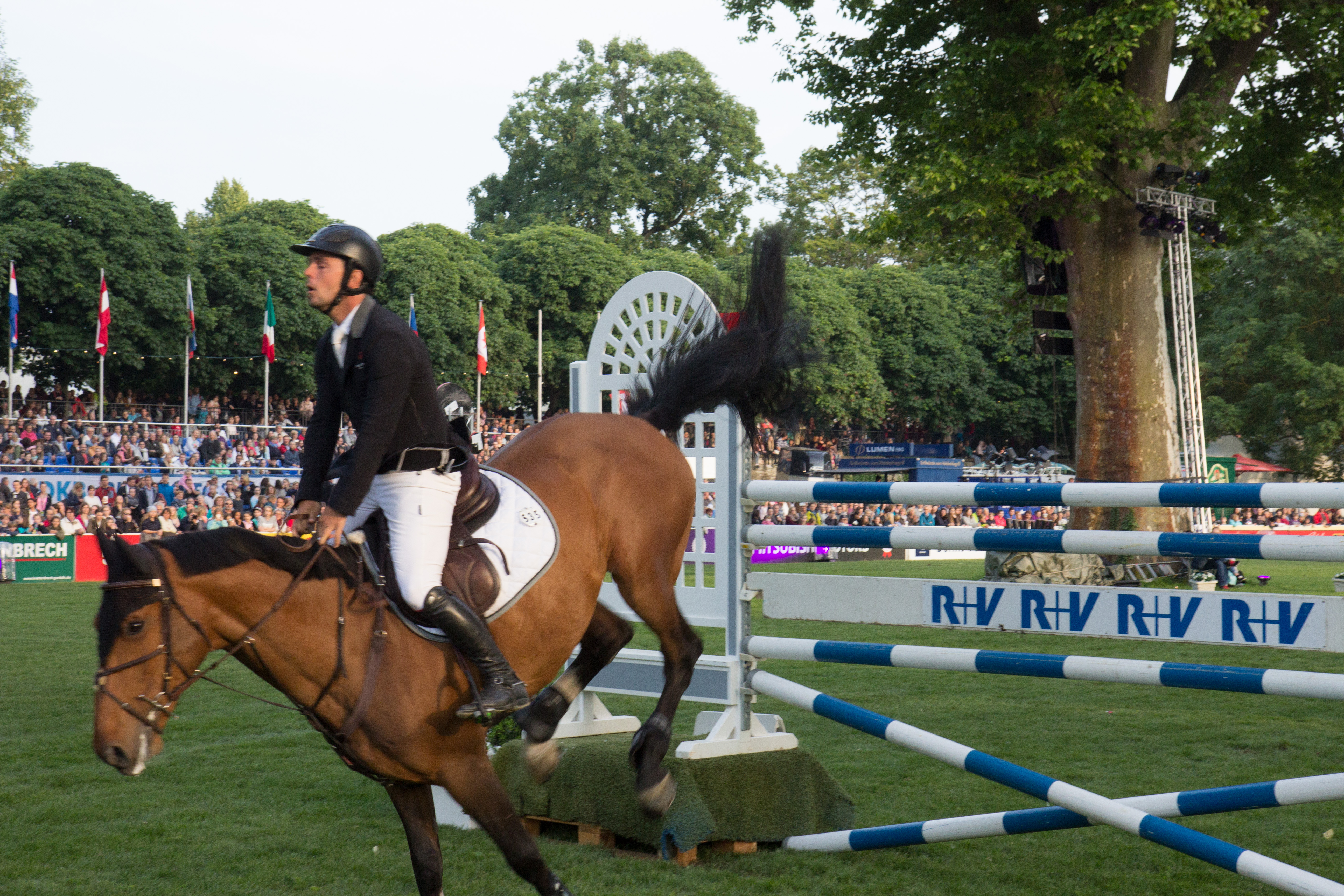
G & C Wolf monté par Sergio Álvarez Moya au CSI4* de l′Internationales Wiesbadener Pfingstturnier 2018.

Il naît le 17 mars 2010 à l'élevage de Y. Brunia, à Niawier aux Pays-Bas, et porte le nom de naissance de « Floris Nita ». Wolf démarre le circuit de la FEI en 2015, à 5 ans, avec le cavalier polonais Lukasz Appel, avant d'être confié à Sergio Álvarez Moya à la mi-saison. Ses résultats sont considérés comme phénoménaux pour un jeune cheval.
Le hongre bénéficie d'un long repos avant la saison 2017,. En juillet 2017, avec Moya, G & C Wolf est sacré meilleur jeune cheval (7 et 8 ans) au prestigieux concours d'Aix-la-Chapelle (Aachen),.
La collaboration avec Moya est pour beaucoup dans le succès de l'écurie G & C farms. Lors de la cessation d'activités de Gustavo Mirabal à  G & C farms en mars 2018, G & C Wolf est gardé.

## Description
G & C Wolf est un hongre de robe baie, inscrit au stud-book du KWPN.

## Palmarès
- Juillet 2017 : vainqueur de la coupe jeunes chevaux à Aix-la-Chapelle
- Avril 2018 : vainqueur du CSI2* d'Oliva, à Valence
- Mars 2019 : 3e du CSI3* de Wellington, à 1,40 m[7]

## Pedigree
G & C Wolf est un fils de l'étalon VDL Harley, et donc un petit-fils de l'étalon Heartbreaker. Sa mère, Anna-Nita, est une fille de Corland.
| Origines de G & C Wolf                   | Origines de G & C Wolf     | Origines de G & C Wolf               | Origines de G & C Wolf |
| ---------------------------------------- | -------------------------- | ------------------------------------ | ---------------------- |
| Père Harley VDL KWPN, 2001 - Bai, 1,67 m | Heartbreaker KWPN 1989 -   | Nimmerdor KWPN 1962                  | Farn                   |
| Père Harley VDL KWPN, 2001 - Bai, 1,67 m | Heartbreaker KWPN 1989 -   | Nimmerdor KWPN 1962                  | Ramonaa                |
| Père Harley VDL KWPN, 2001 - Bai, 1,67 m | Heartbreaker KWPN 1989 -   | Bacarole KWPN 1983                   | Silvano                |
| Père Harley VDL KWPN, 2001 - Bai, 1,67 m | Heartbreaker KWPN 1989 -   | Bacarole KWPN 1983                   | Orchidée               |
| Père Harley VDL KWPN, 2001 - Bai, 1,67 m | Larthago Holsteiner 1993 - | Carthago Holsteiner 1987             | Capitol I              |
| Père Harley VDL KWPN, 2001 - Bai, 1,67 m | Larthago Holsteiner 1993 - | Carthago Holsteiner 1987             | Perra                  |
| Père Harley VDL KWPN, 2001 - Bai, 1,67 m | Larthago Holsteiner 1993 - | Daisy IV Holsteiner 1989             | Caletto I              |
| Père Harley VDL KWPN, 2001 - Bai, 1,67 m | Larthago Holsteiner 1993 - | Daisy IV Holsteiner 1989             | Odrina                 |
| Mère Anna-Nita KWPN, 2005 - Bai          | Corland Holsteiner 1989 -  | Cor de la Bryère Selle français 1968 | Rantzau                |
| Mère Anna-Nita KWPN, 2005 - Bai          | Corland Holsteiner 1989 -  | Cor de la Bryère Selle français 1968 | Quenotte               |
| Mère Anna-Nita KWPN, 2005 - Bai          | Corland Holsteiner 1989 -  | Thyra Holsteiner 1981                | Landgraf I             |
| Mère Anna-Nita KWPN, 2005 - Bai          | Corland Holsteiner 1989 -  | Thyra Holsteiner 1981                | Odetta                 |
| Mère Anna-Nita KWPN, 2005 - Bai          | Piroska Nita KWPN 1997 -   | Ahorn KWPN 1982                      | Nimmerdor              |
| Mère Anna-Nita KWPN, 2005 - Bai          | Piroska Nita KWPN 1997 -   | Ahorn KWPN 1982                      | Hyazinthe              |
| Mère Anna-Nita KWPN, 2005 - Bai          | Piroska Nita KWPN 1997 -   | Tornita KWPN 1977                    | Erdball                |
| Mère Anna-Nita KWPN, 2005 - Bai          | Piroska Nita KWPN 1997 -   | Tornita KWPN 1977                    | Ornita                 |